# Старообрядное кладбище (Киев)
Старообрядное кладбище (укр. Старообрядне кладовище) — киевское городское кладбище, расположено по улице Лукьяновская, 48 , Шевченковский район. Площадь 1,482 га.

## История
Старообрядческая община получила этот участок под захоронение своих членов на Щекавице, горе в Киеве над Подолом, в 1808 году. В начале XX века за фронтом улицы Лукьяновской была возведена новая кирпичная сторожка и кирпичные ворота. В последние десятилетия кладбище запущено, сторожка разобрана, а в 1986 году разрушены и ворота.
В настоящее время кладбище закрыто для новых захоронений. Одно из 2-х полностью закрытых кладбищ Киева.